# Dentobunus bicorniger
Dentobunus bicorniger is een hooiwagen uit de familie Sclerosomatidae.